# براندتاخر

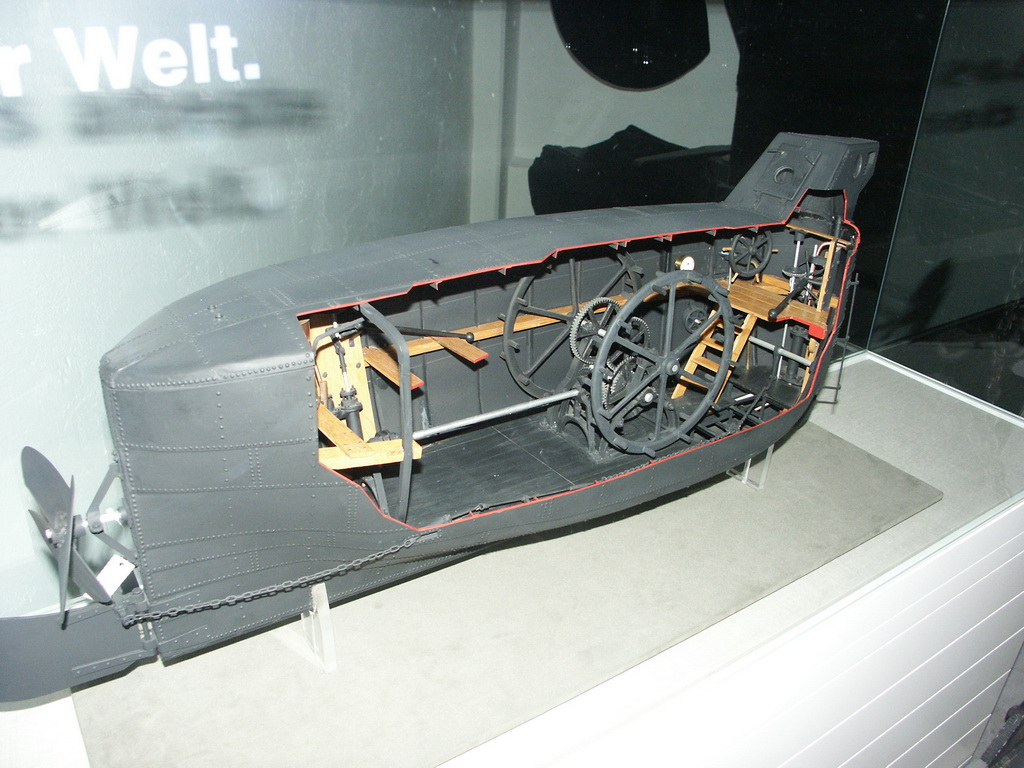

براندتاخر (تعني بالألمانية تعني إطفاء-غطس) هي غاطسة صممها المهندس والمخترع البافاري فيلهلم باور وبناها أغسطس هوالدت في كيل لاسطول شليسفيغ هولشتاين في عام 1850. تعتبر الغواصة أقدم غواصة على قيد الحياة في العالم حتى الآن، في انتظار أي اكتشافات مستقبلية.

## التاريخ
في يناير من عام 1850، صمم باور وهو فارس من فرسان الحرب الألمانية الدنماركية، براندتاخر كوسيلة لإنهاء الحصار البحري الدنماركي على ألمانيا. جذبت رسم باور المبكر انتباه وزير البحرية، الذي سمح له ببناء نموذج بابعاد 70 × 18 × 29 سنتيمتر (27.6 × 7.1 × 11.4 بوصة). تم عرض النموذج في ميناء كيل أمام الشخصيات البحرية. أدى أدائها المرضي إلى بناء نموذج شامل، تم تمويله من مساهمات أفراد الجيش والمدنيين المحليين. نظرًا لعدم كفاية التمويل، تم تخفيض حجم الغواصة وتغيير التصميم وتبسيطه؛ مما أدى إلى انخفاض عمق الغوص من 30 م إلى 9.5 م.
بلغ طول الغواصة 8.07 مترًا و 2.02 مترًا في أقصى عرض، بمساحة 2.63 مترًا. يمكنها الوصول لسرعة ثلاثة عقد، ولكن لا يمكن الحفاظ على هذه السرعة لفترات طويلة من الزمن.
في 1 فبراير 1851، غرقت الغواصة بعد حادث خلال تجارب القبول في ميناء كيل. واجهت الغواصة عطلًا في المعدات، وغرقت في قاع حفرة طولها 60 قدمًا في قاع ميناء كيل. هرب باور عن طريق تركه الماء يدخل للغواصة، مما زاد من ضغط الهواء، مما سمح لباور ورفيقيه بفتح الفتحة والسباحة لسطح. كانت هذه أول غواصة تم الهروب منها والإبلاغ عنها.
في عام 1887 تم اكتشاف الحطام، واخرج في 5 يوليو 1887. تم عرضها لأول مرة في الأكاديمية البحرية في كيل، ثم في عام 1906 تم نقلها إلى Museum für Meereskunde في برلين. من عام 1963 إلى عام 1965، تم ترميمها في ألمانيا الشرقية في روستوك، وعرضها في متحف فولكس كارمي الوطني في بوتسدام. يمكن الآن مشاهدة الغواصة في متحف الجيش الألماني في درسدن.